# Orchestre de chambre du Luxembourg
 (avril 2025).
 (avril 2025).
La mise en forme du texte ne suit pas les recommandations de Wikipédia : il faut le « wikifier ».
Les points d'amélioration suivants sont les cas les plus fréquents :
- Les titres sont pré-formatés par le logiciel. Ils ne sont ni en capitales, ni en gras.
- Le texte ne doit pas être écrit en capitales (les noms de famille non plus), ni en gras, ni en italique, ni en « petit »…
- Le gras n'est utilisé que pour surligner le titre de l'article dans l'introduction, une seule fois.
- L'italique est rarement utilisé : mots en langue étrangère, titres d'œuvres, noms de bateaux, etc.
- Les citations ne sont pas en italique mais en corps de texte normal. Elles sont entourées par des guillemets français : « et ».
- Les listes à puces sont à éviter, des paragraphes rédigés étant largement préférés. Les tableaux sont à réserver à la présentation de données structurées (résultats, etc.).
- Les appels de note de bas de page (petits chiffres en exposant, introduits par l'outil «  Source ») sont à placer entre la fin de phrase et le point final[comme ça].
- Les liens internes (vers d'autres articles de Wikipédia) sont à choisir avec parcimonie. Créez des liens vers des articles approfondissant le sujet. Les termes génériques sans rapport avec le sujet sont à éviter, ainsi que les répétitions de liens vers un même terme.
- Les liens externes sont à placer uniquement dans une section « Liens externes », à la fin de l'article. Ces liens sont à choisir avec parcimonie suivant les règles définies. Si un lien sert de source à l'article, son insertion dans le texte est à faire par les notes de bas de page.
- La présentation des références doit suivre les conventions bibliographiques. Il est recommandé d'utiliser les modèles {{Ouvrage}}, {{Chapitre}}, {{Article}}, {{Lien web}} et/ou {{Bibliographie}}. Le mode d'édition visuel peut mettre en forme automatiquement les références.
- Insérer une infobox (cadre d'informations à droite) n'est pas obligatoire pour parachever la mise en page.

Pour une aide détaillée, merci de consulter Aide:Wikification.
Si vous pensez que ces points ont été résolus, vous pouvez retirer ce bandeau et améliorer la mise en forme d'un autre article.
L'Orchestre de Chambre du Luxembourg (OCL) est un orchestre de chambre luxembourgeois fondé en 1974, et basé à Luxembourg.

## Historique

### Dénominations
L'orchestre s'est successivement dénommé Les Jeunes Musiciens jusqu'en 1980, puis Les Musiciens, jusqu'à porter le nom d'Orchestre de Chambre du Luxembourg depuis 2004 et sous l’impulsion de la Ministre de la Culture de l’époque, Erna Hennicot-Schoepges.

### Fondation
Le premier concert des Jeunes Musiciens a été donné le 23 mai 1974, jour de l'Ascension, dans l'église Saint-Roch d'Ehnen (d) avec la soprano Christiane Kohl (en), les violonistes Anne Groben et Dominique Poppe, les violoncellistes Edith Weber et Françoise Groben (de), l'hautboïste Jean Kuffer et l'organiste Paul Maas.

### Événements marquants
1981 - Les Jeunes Musiciens ont assuré l'encadrement musical de la cérémonie religieuse du mariage d'Henri de Luxembourg avec Maria Teresa Mestre, le 14 février 1981 en la Cathédrale Notre-Dame de Luxembourg.
1982 - Le 20 mars de cette année-là, Les Jeunes Musiciens ont assuré l'encadrement musical du mariage de la princesse Margaretha de Luxembourg et du prince Nicolas de Liechtenstein en la Cathédrale Notre-Dame de Luxembourg.
2012 - L'Orchestre de Chambre du Luxembourg a assuré l'encadrement musical de la cérémonie religieuse du mariage de Son Altesse royale le grand-duc héritier Guillaume de Luxembourg avec la comtesse Stéphanie de Lannoy, le 20 octobre 2012 en la Cathédrale Notre-Dame de Luxembourg.
2023 - L'OCL a fait ses débuts au Théâtre national de l'Opéra-Comique de Paris dans l'opéra L'Inondation de Francesco Filidei,.

### De 1982 à 2014: les cycles "Connaissance"
Une partie de sa reconnaissance au Luxembourg et en Grande Région est née de ses quatre cycles "Connaissance" qui explorèrent, sous forme de concerts-conférences, les anciennes terres luxembourgeoises qui ont fait partie du Duché de Luxembourg (1354-1795), une entité politique beaucoup plus étendue que l'actuel Grand-Duché :
- 1982 à 1987 : Connaissance des châteaux du Grand-Duché ;
- 1987 à 1992 : Connaissance des églises du Grand-Duché, cycle entamé avec le chef d'orchestre Pierre Cao ;
- 1993 à 1999 : Connaissance de l'ancien Duché de Luxembourg, période qui a fait l'objet d'un ouvrage[7] écrit par Joseph Groben[8] ;
- 2000 à 2014 : Sites historiques autour du Grand-Duché, période qui a fait l'objet d'un ouvrage[9] écrit par Joseph Groben[10].

## Identité artistique
L'orchestre est aujourd'hui actif sur toutes les scènes luxembourgeoises, dans la Grande Région et au-delà. Comme l'indiquent ses statuts,
- il fait vivre le répertoire pour orchestre de chambre, de la période baroque à nos jours ;
- il favorise la création contemporaine et le développement de projets artistiques pluridisciplinaires ;
- il innove en proposant des formats très divers : concerts pour le jeune public et pour tout public, concerts commentés, concert de Nouvel An, concerts patrimoine…
- il sensibilise le plus grand nombre à la musique et à la pratique instrumentale[12] : résidence dans des écoles, interventions scolaires, ateliers pédagogiques, musicien en immersion[13], concerts en side by side ou avec de jeunes talents…
- il contribue à la vie musicale du Grand-Duché, à son rayonnement dans la Grande Région et au-delà.

Grâce aux nombreux professeurs qui le constituent, l'orchestre a pour mission de faire éclore les jeunes talents. Dans ce but, ses actions prennent la forme de master class, de stages en immersion, de concerts jeunes talents… L'OCL est également l'organisateur du Prix Anne & Françoise Groben.
Il fait également partie des rares orchestres à mener des résidences dans les écoles. Depuis 2023, il est ainsi en résidence 4 semaines par an à l'International School of Luxembourg.

## Prix Anne et Françoise Groben
Figures de la scène musicale luxembourgeoise, les sœurs Anne Groben (violon) et Françoise Groben (de) (violoncelle) comptaient parmi les membres fondateurs de l'orchestre avant de décéder tragiquement. En 2017, l’Orchestre de Chambre du Luxembourg a créé ce prix pour jeunes instrumentistes et chanteurs en leur mémoire.
Ce concours a pour vocation de primer une personnalité artistique hors pair tout en offrant un tremplin à de jeunes talents. Il est ouvert aux candidats de toutes nationalités, âgés de 15 à 25 ans (15 à 30 ans pour l’art lyrique), issus de l’un des établissements d’enseignement musical du Grand-Duché de Luxembourg.

### 1reédition en 2017
- Finalistes : Sven Hoscheit (percussions), Benjamin Kruithof (violoncelle), Lea Sobbe (flûte à bec), Frin Wolter (accordéon).
- Prix : Benjamin Kruithof a reçu le Grand Prix remis par l'Œuvre Nationale de Secours Grande-Duchesse Charlotte, le Prix du Public et le Prix de l'Orchestre.

### 2deédition en 2024
- Finalistes : Matis Grisó (violoncelle), Yanis Grisó (violon), Isabelle Kruithof (violon), Christophe Pütz (percussions), Colin Toniello (piano).
- Prix : lors de la finale, le 14 novembre 2024, le Grand Prix offert par l'Œuvre Nationale de Secours Grande-Duchesse Charlotte, a été remis à Matis Griso, le Prix de l'Orchestre à Colin Toniello et le Prix du Public à Christophe Pütz.

## Collaborations

### Ses chefs permanents
- 1986 - 2000 : Pierre Cao
- 2002 - 2011 : Nicolas Brochot
- 2012 - 2016 : David Reiland[16]
- 2016 - 2019 : Jean Muller (directeur artistique, 2016-2019) et Florian Krumpöck (de) (directeur musical, 2017-2019)
- 2020 - 2024 : Corinna Niemeyer[17]

Depuis janvier 2024, l'OCL est engagé dans le recrutement de sa prochaine direction musicale permanente.

### Les solistes
L'OCL a accompagné de très nombreux solistes : Alena Baeva, Hila Baggio, Ian Bostridge, Hélène Boulègue, Jean Boyer, Paul Breich, Daniil Chafran, Gérard Caussé, Anna Göckel, Carlo Hommel, André Isoir, Kim Kashkashian, Maria Kliegel, Cathy Krier, Benjamin Kruithof, Mireille Lagacé, Elisabeth Leonskaïa, Joseph Moog, Jean Muller, Rainer Moog, Thomas Ospital, Daniel Ottensamer, Igor Ozim, Boris Pergamenchtchikov, Emmanuel Rossfelder, Eugene Sârbu, Jaap Schröder, Francesco Tristano Schlimmé, Hubert Schoonbroodt, Gérard Souzay, Guy Touvron, Jean-Philippe Vasseur, Elke Voelker...

### Les chefs invités
L'OCL joue sous la baguette de chefs invités de renom : Joseph Bastian, Mariano Chiacchiarini, Nuno Coehlo, Leonhard Garms, Marie Jacquot, Roland Kluttig, Chin-Chao Lin, Eimear Noone, Carlo Rizzari, Camilla Rossetti, Chloé van Soeterstède, Duncan Ward, Naomi Woo...

## Répertoire
L'OCL interprète le "répertoire large et diversifié, de Bach à Mullenbach".

### Créations de compositeurs luxembourgeois
L'OCL a passé commande à de nombreux compositeurs, principalement luxembourgeois, notamment grâce au soutien du Ministère de la Culture du Luxembourg.
- David Ascani : Dream vision (Conservatoire de Luxembourg, 2022).
- Ivan Boumans : De Geescht oder d'Mumm Séis (Grand Théâtre de Luxembourg, 2023), Création sur le Barbier de Séville (Bertrange, 2024), Konzertstück pour orgue et orchestre de chambre (Église de Junglinster, 2024, avec l'organiste Thomas Ospital).
- Walter Civitareale : Sinfonietta "Hommage à Mozart" (Conservatoire de Luxembourg, 1991), Hommage à Laurent Menager (Philharmonie Luxembourg, 2004) et Cyprès - Hommage à Franz Liszt (Philharmonie Luxembourg, 2009)[21].
- Hy-Khan Dang : Pulsations (Philharmonie Luxembourg, 2020, sous la direction de Marie Jacquot).
- Olivier Dartevelle : Demain, la montagne (Philharmonie Luxembourg, 2021), composition sur le film Die Austernprinzessin d'Ernst Lubitsch (Cinémathèque de la Ville de Luxembourg, 2024).
- Pierre Even : Nassauer Marsch (Weiburg, 2001)[21].
- Luc Grethen : Phonastram (Mensdorf, 1990)[21].
- Jeannot Heinen : Hommage à Bruckner, op. 88 (Luxembourg, 1984), Desastro Armonico, op. 112 (Dudelange, 1988), De blannen Theis, op. 141 (Weilburg, 2001) et Épisode 1792 - Goethe in Luxemburg, op. 176 (Philharmonie Luxembourg, 2008)[21].
- René Hemmer : Facetten (Bertrange, 1989)[21].
- Norbert Hoffmann : Petite musique de chambre (Luxembourg, 1990)[21], Letzebuerger Passioun (1980), Kreschtoratorium, Méditation (1984), Messe (1978)[20].
- David Ianni : Pater noster, op. 72 pour piano et orchestre (Cercle municipal, Luxembourg, 2004), Abrahams Kinder, oratorio op. 74 (2004)[21], The Cloud of Unknowing (Philharmonie Luxembourg, 2017).
- Camille Kerger : Ermezinde - Verschüttete Zeit (Gand, 2000), Stimmen im Kanon – Eine Hommage an Robert Schuman (Philharmonie Luxembourg, 2009)[21].
- Jos Kinzé : Millesima. Oratorio (Bettembourg, 1989), Bei der Musel / Fëscherléift (Luxembourg, 1999)[21].
- Catherine Kontz : Bookends for pianist and orchestra (Festival rainy days, Philharmonie Luxembourg, 2024), Création en cours (50e anniversaire de l'OCL, Philharmonie Luxembourg, 15 mai 2025).
- Mathieu Lamberty : Messe[20].
- Claude Lenners : Nostalgen (Luxembourg, 1989), Unter fremden Sternen - Concerto pour violoncelle (Arlon, 2000), Hommage à Victor Hugo (Philharmonie Luxembourg, 2009)[21], Silent Blue (2018).
- Georges Lentz : Birrung - Caeli enarrant VII (Hommage à Saint-Willlibrord, Echternach, 2008)[21].
- Alexander Mullenbach : Enigma (Luxembourg-Grund, 1988), Mansfeld - Gloire et décadence (Anvers, 2002), Evocations héroïques - A la mémoire de Jean l'Aveugle (Echternach, 2010), Concerto pour violon et orchestre à cordes (2016)[21].
- Pierre Nimax senior : Dreams on the Mosella River (Traben-Trarbach, 2004)[21].
- Jean-Pierre Schmit : Cantate Domino[20].
- Kerry Turner : The Celestials of Sago Lane (2012).
- Marcel Wengler : Interlude - Hommage à René Mertzig (Tournai, 2007)[21].
- Roland Wiltgen : Konzertstück mit Barcarole (Conservatoire de Luxembourg, 2024).

### Créations de compositeurs autres que luxembourgeois
- Eugène Birman : En vertu de... (Grand Théâtre de Luxembourg, 2022).
- Sylvie Bodorova : Carmina Lucemburgensia (Philharmonie Luxembourg, 2012)[21].
- Liam Dougherty : Blackness, Structures, Exteriors (Festival rainy days, Philharmonie Luxembourg, 2024).
- Jacqueline Fontyn : Capricorne - Concerto pour percussion et orchestre (Conservatoire de Luxembourg, 2003)[21].
- Alexandre Gasparov : Adagio pour alto et cordes[20].
- Nikoloz Rachveli : Pulse (Zürcher Hochschule der Künste, Zürich, 2024)[22].
- Pierre Thilloy : Mosella Praeludio - Oratorio sacré sur un texte profane, op. 167 (Arsenal de Metz, 2009)[21].

## Soutiens
L'OCL est soutenu par le ministère de la Culture, par le ministère de l’Éducation nationale, de l'Enfance et de la Jeunesse et par la Ville de Luxembourg.
Il est placé sous le haut patronage de Son Altesse royale le grand-duc héritier Guillaume de Luxembourg depuis 2013.

## Distinctions
- European Conservation Award (décembre 1990)[24].